# Ligne rouge du métro de Kaohsiung
La ligne rouge KMRT (chinois : 高雄捷運紅線, anglais : Red Line, Kaohsiung Metro, code R) est une ligne de métro à Kaohsiung opérée par Kaohsiung Metro. Le 9 mars 2008, la première partie de la ligne est entrée en service, reliant Siaogang à Gangshan South, grâce à 31,1 km de voies et 24 stations.

## Infrastructure

### Stations
| Code | Nom anglais                                                      | Nom chinois        | District        | Notes                                                                       |
| ---- | ---------------------------------------------------------------- | ------------------ | --------------- | --------------------------------------------------------------------------- |
| RK8  | Dahu                                                             | 大湖               | Hunei           |                                                                             |
| RK7  | Lujhu                                                            | 路竹               | Lujhu           |                                                                             |
| RK6  | Lujhu South                                                      | 南路竹             | Lujhu           |                                                                             |
| RK5  | Kao Yuan University                                              | 高苑科技大學       | Lujhu           |                                                                             |
| RK4  | Kaohsiung Science Park                                           | 高雄科學園區       | Lujhu           |                                                                             |
| RK3  | Benjhou Industrial Park                                          | 本洲產業園區       | Gangshan        |                                                                             |
| RK2  | Gangshan Agricultural & Industrial Vocational Senior High School | 岡山農工           | Gangshan        |                                                                             |
| RK1  | Gangshan                                                         | 岡山               | Gangshan        | Correspondance avec le TRA                                                  |
| R24  | Gangshan South                                                   | 南岡山             | Gangshan        |                                                                             |
| R23  | Ciaotou Station                                                  | 橋頭火車站         | Ciaotou         |                                                                             |
| R22A | Ciaotou Sugar Refinery                                           | 橋頭糖廠           | Ciaotou         | Correspondance avec la TSR                                                  |
| R22  | Cingpu                                                           | 青埔               | Ciaotou         | Correspondance avec la ligne violette                                       |
| R21  | Metropolitan Park                                                | 都會公園           | Nanzih          |                                                                             |
| R20  | Houjing                                                          | 後勁               | Nanzih          |                                                                             |
| R19  | Nanzih Export Processing Zone                                    | 楠梓加工區         | Nanzih          |                                                                             |
| R18  | Oil Refinery Elementary School                                   | 油廠國小           | Nanzih          |                                                                             |
| R17  | World Games/National Sports Complex                              | 世運／國家體育園區 | Nanzih          |                                                                             |
| R16  | Zuoying/THSR                                                     | 左營／高鐵         | Zuoying         | Correspondance avec le THSR: Zuoying , TRA: Xinzuoying et la ligne violette |
| R15  | Ecological District                                              | 生態園區           | Zuoying         |                                                                             |
| R14  | Kaohsiung Arena                                                  | 巨蛋               | Zuoying         |                                                                             |
| R13  | Aozihdi                                                          | 凹子底             | Zuoying Gushan  | Correspondance avec le Tramway circulaire de Kaohsiung: Heart of Love River |
| R12  | Houyi                                                            | 後驛               | Sanmin          |                                                                             |
| R11  | Kaohsiung Main Station                                           | 高雄車站           | Sanmin          | Correspondance avec le THSR, TRA                                            |
| R10  | Formosa Boulevard                                                | 美麗島             | Sinsing         | Correspondance avec la ligne orange                                         |
| R9   | Central Park                                                     | 中央公園           | Cianjin         |                                                                             |
| R8   | Sanduo Shopping District                                         | 三多商圈           | Lingya Qianzhen | Correspondance avec la ligne jaune                                          |
| R7   | Shihjia                                                          | 獅甲               | Cianjhen        |                                                                             |
| R6   | Kaisyuan                                                         | 凱旋               | Cianjhen        | Correspondance avec le Tramway circulaire de Kaohsiung: Cianjhen Star       |
| R5   | Cianjhen Senior High School                                      | 前鎮高中           | Cianjhen        | Correspondance avec la ligne jaune                                          |
| R4A  | Caoya                                                            | 草衙               | Cianjhen        |                                                                             |
| R4   | Kaohsiung International Airport                                  | 高雄國際機場       | Siaogang        |                                                                             |
| R3   | Siaogang                                                         | 小港               | Siaogang        |                                                                             |
| RL1  | China Steel East Portal                                          | 中鋼東門           | Siaogang        |                                                                             |
| RL2  | Linhai Industrial Park                                           | 臨海工業區         | Siaogang        |                                                                             |
| RL3  | Circular Economy Industrial Park                                 | 循環產業園區       | Siaogang        |                                                                             |
| RL4  | Jhongkengmen                                                     | 中坑門             | Linyuan         |                                                                             |
| RL5  | Gangzihpu                                                        | 港子埔             | Linyuan         |                                                                             |
| RL6  | Linyuan                                                          | 林園               | Linyuan         |                                                                             |
| RL7  | Linyuan Industrial Park                                          | 林園工業區         | Linyuan         |                                                                             |
| RD1  | Yanjhou                                                          | 鹽洲               | Xinyuan         |                                                                             |
| RD2  | Wulong                                                           | 烏龍               | Xinyuan         |                                                                             |
| RD3  | Donggang                                                         | 東港               | Donggang        |                                                                             |
| RD4  | Yili                                                             | 以栗               | Donggang        |                                                                             |
| RD5  | Dapeng Bay                                                       | 大鵬灣             | Donggang        |                                                                             |